# La moglie di sua eccellenza
La moglie di sua eccellenza er en italiensk stumfilm fra 1913 af Augusto Genina.